# Jean-Baptiste Pelt

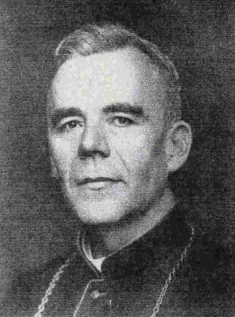
Porträt von Jean-Baptiste Pelt, Bischof von Metz

Jean-Baptiste Pelt (* 6. April 1863 in Blettange, Ortsteil von Bousse an der Mosel; † 10. September 1937) war von 1919 bis zu seinem Tod Bischof von Metz.
1886 wurde er zum Priester geweiht. Seine Bischofsweihe am 29. September 1919 wurde durch den Erzbischof von Paris, Kardinal Léon-Adolphe Amette, vollzogen.
Er war Autor einer Reihe von theologischen Werken und Texten über die Kathedrale von Metz.

## Werke
- La cathédrale de Metz. Metz 1934
- Éphémérides de la cathédrale de Metz (Ve–XVe siècles). Le Lorrain, 1934
- La cathédrale de Metz. Le Lorrain, 1937